# مظفر النواب
مظفر عبد المجيد النوّاب (ولد في 1934 في بغداد - توفي في 20 أيار/مايو 2022 في الشارقة)، هو شاعر عراقي معاصر ومعارض سياسي بارز وناقد، لُقِب بـ«شاعر القصيدة المهرّبة». تعرّض للملاحقة وسجن في العراق، عاش بعدها في عدة عواصم منها بيروت ودمشق ومدن أوربية أخرى. وصف بأنه «أحد أشهر شعراء العراق في العصر الحديث».

## الحياة والمسيرة
ولد النواب في بغداد عام 1934 لعائلة شيعية أرستقراطية من أصل هندي «تقدر الفن والشعر والموسيقى». ينتمي بأصوله القديمة إلى عائلة النواب التي ينتهي نسبها إلى الإمام موسى الكاظم. خلال ترحال أحد أجداده في الهند أصبح حاكمًا لإحدى الولايات فيها. قاوم الإنكليز لدى احتلالهم للهند فنفي أفراد العائلة، خارج الهند فاختاروا العراق.
أظهر موهبة شعرية منذ سن مبكرة. أكمل دراسته الجامعية في جامعة بغداد وأصبح مدرسًا، لكنه طرد لأسباب سياسية عام 1955 وظل عاطلًا عن العمل لمدة ثلاث سنوات، في وقت صعب على أسرته التي كانت تعاني من ضائقة مالية.
التحق بالحزب الشيوعي العراقي وهو لا يزال في الكلية، وتعرض للتعذيب على يد الحكومة الهاشمية. بعد الثورة العراقية عام 1958 التي أطاحت بالنظام الملكي، تم تعيينه مفتشًا في وزارة التربية والتعليم. في عام 1963، اضطر لمغادرة العراق إلى إيران المجاورة (الأهواز بالتحديد وعن طريق البصرة)، بعد اشتداد المنافسة بين القوميين والشيوعيين الذين تعرضوا للملاحقة والمراقبة الصارمة من قبل النظام الحاكم. تم اعتقاله وتعذيبه من قبل المباحث الإيرانية (السافاك) وهو في طريقه إلى روسيا، قبل إعادته قسرًا إلى الحكومة العراقية. أصدرت محكمة عراقية حكمًا بالإعدام بحقه بسبب إحدى قصائده، وخفف فيما بعد إلى السجن المؤبد. وفي سجنه الصحراوي واسمه نقرة السلمان القريب من الحدود السعودية-العراقية، أمضى وراء القضبان مدة من الزمن ثم نُقل إلى سجن (الحلة) الواقع جنوب بغداد.
هرب من السجن بحفر نفق وبعد الهروب المثير من السجن توارى عن الأنظار في بغداد، وظل مختفيًا فيها ثم سافر إلى جنوب العراق وسكن (الأهوار)، وعاش مع الفلاحين والبسطاء حوالي سنة وانضم إلى فصيل شيوعي سعى إلى قلب نظام الحكم. وفي عام 1969 صدر بيان العفو عن المعارضين فرجع إلى سلك التعليم مرة ثانية فشغل منصب مدرس في إحدى المدارس. ثم غادر بغداد إلى بيروت في البداية، وبعدها انتقل إلى دمشق، وظل يسافر بين العواصم العربية والأوروبية، واستقر بهِ المقام أخيرًا في دمشق ثم بيروت. كما تعرض النواب لمحاولة اغتيال في اليونان في العام 1981.
اشتهر بقصائده الثورية القوية والنداءات اللاذعة ضد الطغاة العرب، عاش في المنفى في العديد من البلدان، بما في ذلك سوريا ومصر ولبنان وإريتريا، حيث أقام مع المتمردين الإريتريين، قبل أن يعود إلى العراق في عام 2011. قبل عودته إلى العراق، كان عديم الجنسية ولم يكن قادرًا على السفر سوى بوثائق السفر الليبية (إذ كان قد حل على العقيد معمر القذافي كشاعر كبير، وأقام في ليبيا لسنوات، واتخذ من جواز سفرها هوية رسمية). صدرت أول طبعة كاملة باللغة العربية لأعماله في لندن عام 1996 عن دار قنبر.
وغالبا ما يلقب باسم «الشاعر الثوري». شعره حافل بالرموز الثورية العربية والعالمية. استخدم عمله في إثارة المشاعر العامة ضد الأنظمة القمعية والفساد السياسي والظلم. كما أن لغته الشعرية وصفت بالقاسية، وتستخدم الألفاظ النابية من حين لآخر. استخدمت كتاباته الأولى لهجة جنوب العراق لأنه كان يعتقد أن تلك المنطقة «أكثر ثورية». ومع ذلك، فشل استخدام تلك اللهجة في جذب جمهور كبير، وتحول في النهاية إلى اللغة الكلاسيكية في أعماله اللاحقة.

## قصائده
- القدس عروس عروبتنا[20]
- جسر المباهج القديمة[21]
- قراءة في دفتر المطر[22]
- بحار البحارين[23]
- بكائية على صدر الوطن[24]
- براءة الأم[25]
- الاتهام[26]
- براءة الأخت[27]
- قمم قمم[28]
- اصرخ
- البراءة
- سوف نبكي غدا
- بالخمر وبالحزن فؤادي[29]
- وأنت المحال[30]
- لحظة في حمام امرأة
- أيام العشق
- رحيل
- جزر الملح[31]
- وتريات ليلية[32]
- باب الكون[33]
- مرينا بيكم حمد
- إلعب إلعب
- عروس السفائن[34]
- يوميات عروس الانتفاضة[35]
- زنزانته وماهم ولكنه عشق
- موت العصافير[36]
- في رثاء ناجي العلي
- قل هي البندقية أنت[37]
- المساورة امام الباب الثاني[38]
- الرحلات القصية
- قصيدة من بيروت[39]
- اعترافتان في الليل والإقدام على الثالثة[40]
- الاساطيل[41]
- البقاع...البقاع[42]
- ثلاثة امنيات على بوابة السنة الجديدة[43]
- ايها القبطان[44]
- صرة الفقراء المملوءة بالمتفجرات[45]
- بنفسج الضباب[46]
- سلفيني[47]
- عبد الله الإرهابي[48]
- يا قاتلتي[49]
- رباعيات
- في الحانة القديمة[50]
- طلقة ثم الحدث[51]
- المسلخ الدولي وباب الابجدية[52]
- فتى اسمه حسن[53]
- الخوازيق[54]
- يا ريحان[55]
- وأنت المحال الذي لايباع
- تل الزعتر[56]
- ترنيمات استيقظت ذات يوم[57]
- ندامى[58]
- نهنهي الليل[59]
- باكوك
- ولا ازود
- زرازير البراري[60]
- حصاد
- شباج

## وفاته
توفي مظفر في مستشفى الشارقة في إمارة الشارقة في الساعة 12:36 من يوم الجمعة 20 أيار (مايو) سنة 2022. بعد صراع مرير مع المرض ونقل جثمانه إلى مسقط رأسه ببغداد ليتم تشييعه من المقر العام للادباء والشعراء ثم إلى ساحة التحرير ثم أُخذ جثمانه إلى النجف ليدفن فيها حسب وصيته.

## وصلات خارجية
- مظفر النواب على موقع بوابة الشعراء.